# Spanish Wells
Spanish Wells é um dos 32 distritos das Bahamas. Sua localização é ao leste da capital do arquipélago, Nassau. Sua população em 2022 era de 1.608 habitantes.
1. ↑  «Censo populacional e habitacional 2022» (PDF). The Government of the Bahamas. Department of Statistics. 14 de abril de 2023. Consultado em 15 de novembro de 2023. Cópia arquivada em 15 de novembro de 2023